# Vrigny (Loiret)
Vrigny is een gemeente in het Franse departement Loiret (regio Centre-Val de Loire) en telt 597 inwoners (1999). De plaats maakt deel uit van het arrondissement Pithiviers.

## Geografie
De oppervlakte van Vrigny bedraagt 16,4 km², de bevolkingsdichtheid is 36,4 inwoners per km².
De onderstaande kaart toont de ligging van Vrigny (Loiret) met de belangrijkste infrastructuur en aangrenzende gemeenten.

## Demografie
Onderstaande figuur toont het verloop van het inwonertal (bron: INSEE-tellingen).